# Cynohyaenodon
Il cinoienodonte (gen. Cynohyaenodon) è un mammifero estinto, appartenente ai creodonti. Visse nell'Eocene superiore (circa 40 - 35 milioni di anni fa) e i suoi resti fossili sono stati ritrovati in Europa.

## Descrizione
Questo animale doveva avere un corpo snello e vagamente simile a quello di una genetta o forse di una martora, alle quali assomigliava anche per le dimensioni. Il cranio era allungato e fornito di una notevole cresta sagittale, alla quale si ancoravano potenti muscoli masseteri. Era presente anche una grossa cresta occipitale. La dentatura di Cynohyaenodon era caratterizzata da paracono e metacono molto ravvicinati, dal talonide arrotondato e a forma di cupola, con tre denticoli. 

### Struttura del cervello
Di alcuni esemplari di Cynohyaenodon si è conservato il calco endocranico; ciò ha permesso di ricostruire la struttura del cervello di questo animale: la fessura rinale, concava verso l'alto, limitava un rinencefalo esteso, con lobo piriforme voluminoso e prominente, e lobi olfattivi ben sviluppati. La scanalatura neopalleale era semplice: su ciascun emisfero si osserva solo un solco longitudinale, che si estende parallelamente alla fessura interemisferica. I tubercoli quadrigemini sembrano essere stati scoperti. Il cervelletto ha un alto verme cerebellare e si divide in due lobi diseguali: quello posteriore è più sviluppato. L'encefalo di Cynohyaenodon mostra in generale caratteri primitivi, e corrisponde a uno stadio strutturale arcaico nella storia dello sviluppo del cervello dei mammiferi.

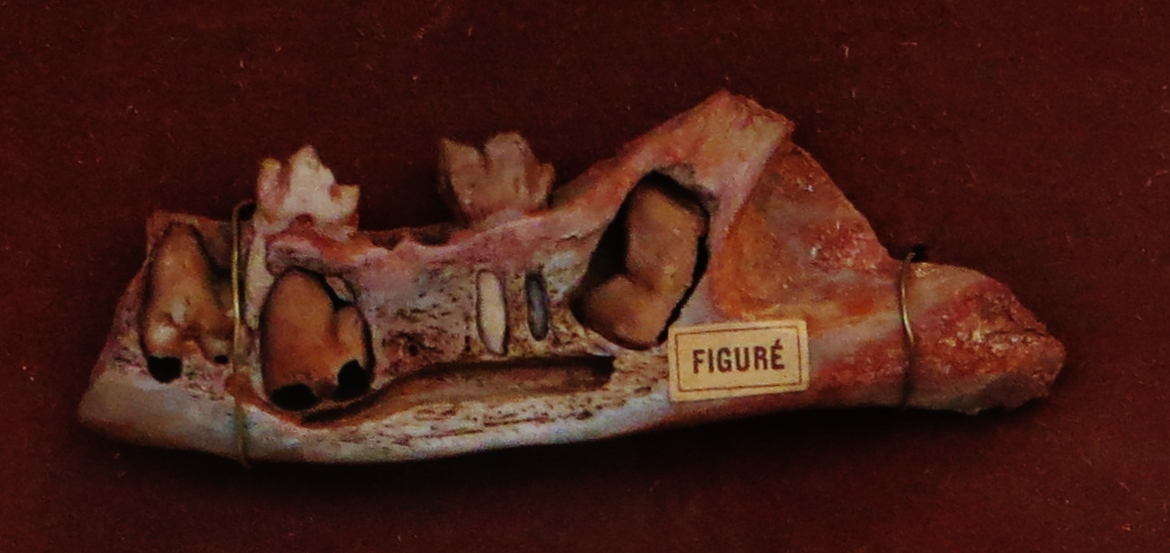
Mandibola con denti da latte di Cynohyaenodon cayluxi

## Classificazione
Il genere Cynohyaenodon venne descritto per la prima volta da Filhol nel 1873, sulla base di resti molto ben conservati provenienti dalle fosforiti di Quercy in Francia. La specie tipo è Cynohyaenodon cayluxi. Altre specie attribuite a questo genere sono C. lautricensis proveniente da Montespieu e C. magnus di Bretou, sempre in Francia.
Cynohyaenodon fa parte del gruppo dei proviverrini, un gruppo di ienodonti solitamente di piccole dimensioni, dalla corporatura snella. Affine a Cynohyaenodon doveva essere Proviverra, che condivideva con quest'ultimo i caratteristici premolari alti e corti. Altri proviverrini nordamericani erano Tritemnodon e Sinopa, mentre in Europa è ben noto il piccolo Lesmesodon.

## Paleoecologia
Cynohyaenodon doveva essere un piccolo carnivoro agile, che forse cacciava piccoli mammiferi e rettili nella boscaglia.